# ミレ・クルステフ
ミロラド（ミレ）・クルステフ（Milorad "Mile" Krstev、1979年5月13日 - ）は、北マケドニア・ネゴティノ出身の元同国代表サッカー選手。ポジションはMFまたはDF。現役時代は主にエールディヴィジで活躍し、2016年に現役を引退した。

## タイトル
メタルルグ・スコピエ
- マケドニアカップ : 1回 (2010-11)